# Nevigeser Straße
Nevigeser Straße ist ein 2,39 km² umfassendes Wohnquartier im Süden des Wuppertaler Stadtbezirks Uellendahl-Katernberg und gehört zum Gebiet der alten Stadt Elberfeld. Es umfasst den Kern des alten Stadtteils Katernberg.

## Geografie
Das Wohnquartier wird im Westen von den Straßen August-Jung-Weg, Herberts Katernberg und Katernberger Schulweg, im Norden von den Straßen In den Birken und Westfalenweg, im Osten von der Vogelsangstraße und im Süden von der August-Bebel-Straße begrenzt. In Nord-Süd-Richtung durchläuft die namensgebenden Nevigeser Straße (Landesstraße 427) das dichtbesiedelte Wohnquartier.
Als Grünanlagen befinden sich der Mirker Hain, der Wald am Hasenberg, ein lutherischer Friedhof und mehrere Kleingartenanlagen im Wohnquartier. Zu der Infrastruktur zählen das Agaplesion Bethesda Krankenhaus Wuppertal und die Hauptwache der Feuerwehr Wuppertal, sowie 3 Schulen, davon 2 Grundschulen.
Zu den Außenortschaften, Ortslagen und Höfen im Wohnquartier zählen Acker, Am Anschlag, Am Bredtchen, In den Birken, Dorrenberg, Hessen, Hölle, Holländische Heide, Kuckelsberg, Lehmbruch, Pfaffenhaus, Schützenhof, Oberer Vogelsang und Wüstenhof.

## Geschichte
Das Wohnquartier ist nach der Nevigeser Straße benannt, die es in Nord-Süd-Richtung durchschneidet und heute die Landesstraße L427 ist.
Die Straße nach Neviges wurde zwischen 1833 und 1835 von den Bürgermeistereien Elberfeld und Hardenberg als Kommunal-Chaussee neu gebaut und ersetzte den alten Fuhrweg über Am Anschlag. Ihre Länge betrug auf Elberfelder Gebiet 1334 Preußische Ruthen (2,5 km) und auf Hardenberger Gebiet 1699 Preußische Ruthen (3,2 km). Von den Baukosten (insgesamt 51.607 Preußische Taler) trug Elberfeld den größeren Teil mit 27.236 Talern, Hardenberg übernahm 24.371 Taler. Finanziert wurden die Kosten mit der Emission von Kommunalobligationen.
Der Preußische König bewilligte für die Nutzung der Straße eine 1,5-meilige Maut nach dem Tarif vom 11. Februar 1836. Die Elberfelder Mautstation lag an der Voßdelle und wurde zwischen 1839 und 1843 für eine Jahressumme von 594 Talern verpachtet. Die Hardenberger Mautstation lag beim Nelleshof und brachte eine Pacht von 900 Talern. Mit der Einrichtung der Prinz-Wilhelm-Eisenbahn verminderte sich das Fuhrwerksverkehrsaufkommen, so dass die Pacht abgesenkt werden musste. Von 1852 bis 1852 betrug die Jahrespacht der Mautstation an der Voßdelle 400 Taler und die der Mautstation am Nelleshof 265 Taler. 1859 ging die Straße in Staatseigentum über.